# Ameerega simulans
Espèce
Synonymes
- Dendrobates simulans Myers, Rodriguez & Icochea, 1998
- Epipedobates simulans (Myers, Rodriguez & Icochea, 1998)

Statut de conservation UICN

 LC  : Préoccupation mineure
Statut CITES
Ameerega simulans est une espèce d'amphibiens de la famille des Dendrobatidae.

## Répartition
Cette espèce est endémique du Pérou. Elle se rencontre dans les régions de Puno, de Cuzco et de Madre de Dios de 300 à 600 m d'altitude.

## Description
Les mâles mesurent jusqu'à 23 mm et les femelles jusqu'à 27 mm.

## Publication originale
- Myers, Rodriguez & Icochea, 1998 : Epipedobates simulans, a new cryptic species of poison frog from southeastern Peru, with notes on E. macero and E. petersi (Dendrobatidae). American Museum novitates, no 3238, p. 1-20 (texte intégral).